# Nicolas V
Pour les articles homonymes, voir Nicolas V (homonymie).
Pour l'antipape, voir Nicolas V (antipape).
Tommaso Parentucelli, né le 15 novembre 1397 à Sarzana, est le 208e pape de l'Église catholique sous le nom de Nicolas V, du 6 mars 1447 au 24 mars 1455. Il met fin au schisme de l’antipape Félix V et fonde la Bibliothèque vaticane. 
Par la bulle Romanus pontifex de 1455 — aujourd'hui objet de polémique —, Nicolas V est souvent accusé d'avoir légalisé la colonisation de l'Afrique et l'esclavage des Africains par Alphonse V, roi du Portugal. Son règne voit aussi la chute de Constantinople et la fin de l'empire romain d'Orient qui, depuis le Schisme de 1054, est orthodoxe.

## Famille et formation
Il est le fils de Bartolomeo Lucando di Parentuccelli et d'Andreola Bosi della Verrucola aussi appelée Andreola Tomeo dei Bosi (en français : « fille de Tomeo de la famille des Bosi »). Cette famille était originaire de Fivizzano.
Veuve, elle se remarie avec Ser Giarente Calandrini avec lequel elle a Filippo Calandrini, évêque de Bologne et cardinal (1403, Sarzane - 18 juillet 1476).
Dans sa jeunesse, il perd son père, médecin pauvre mais talentueux, ce qui l'empêche d'achever ses études à Bologne. Tuteur à Florence des familles Strozzi et Albizzi, il y rencontre les penseurs les plus marquants de son époque, dont Ambrogio Traversari, Poggio Bracciolini, Leonardo Bruni et Leon Battista Alberti.
De retour à Bologne, il termine ses études de maître en théologie et entre au service de Niccolo Albergati, évêque de Bologne, devenant bibliographe pour l'évêché. Parentucelli met en pratique ses connaissances patrologiques et scolastiques lors du concile de Florence, ce qui lui permet de dialoguer avec les évêques grecs. Le pape Eugène lui confie alors des tâches diplomatiques de première importance, et après la mort de ce dernier, en 1447, il lui succède et choisit le prénom Nicolas.

## La bulleRomanus Pontifexet l'esclavage
La bulle Romanus pontifex de 1455 est un des éléments marquants du pontificat de Nicolas V, sanctionnant la possession des territoires du cap Boujdour en Afrique au roi Alphonse V. Elle accorde aussi une base légale à la colonisation et l'esclavage des non-chrétiens.
« Nous [donc] pesant tous et singulièrement les lieux avec la méditation voulue, et notant que puisque nous avions autrefois par d'autres lettres de la nôtre accordé entre autres choses la faculté libre et ample au roi Alfonso susdit — d'envahir, rechercher, capturer, vaincre, et soumettre tous les Sarrasins et païens quels qu'ils soient, et les autres ennemis du Christ où qu'ils soient placés, et les royaumes, duchés, principautés, dominions, possessions, et tous les biens mobiliers et immobiliers qu'ils détiennent et possédaient et pour réduire leurs personnes à l'esclavage perpétuel. »,,
Par la bulle Romanus Pontifex, Nicolas V se pose en arbitre des empires espagnols et portugais et assure la portée universelle de l'autorité du pontife, y compris dans la christianisation des peuples indigènes et musulmans. Dans cette même bulle, il donne au Roi du Portugal Alfonso V et à ses descendants l'autorisation de saisir et de maintenir « in perpetuam servitudinem » (en français : « en servitude perpétuelle ») les Africains considérés comme infidèles et ennemis du Christ. Nicolas V est, pour cette raison, considéré comme le pape qui a légalisé l'esclavage dans la chrétienté.
L'historien contemporain Norman Cantor a accusé le pape de complaisance envers les traiteurs portugais ; il fut en cela opposé à son prédécesseur Eugène IV, auteur de l'encyclique Sicut Dudum qui interdit clairement la possession d'hommes. Au siècle suivant, Paul III écrira en 1537 Veritas ipsa, puis Sublimus Dei pour réaffirmer cette prise de position.
Par sa bulle Romanus pontifex, Nicolas V est souvent accusé d'avoir légalisé la colonisation de l'Afrique et l'esclavage des Africains par Alphonse V, roi du Portugal. Cependant, les différentes sources explicatives, la précision du texte une année plus tard, ainsi que la non-utilisation de cette bulle pour justifier l'esclavage, suggèrent que ces accusations ne sont pas fondées,.

## Pontificat

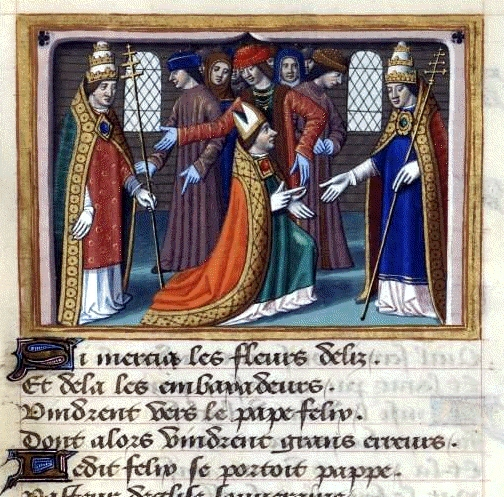
Félix faisant allégeance à Nicolas. Miniature issue du manuscrit de Martial d'Auvergne, Les Vigiles de Charles VII, vers 1484, BNF.

Devenu le pape Nicolas V, il met en place à Rome de nouveaux équilibres politiques et internationaux. Constructeur de fortifications et restaurateur d'églises, il commence son pontificat en embellissant la grande ville (il commence la construction du palais du Vatican voulant en faire le plus grand palais du monde), et en invitant les peintres, les architectes et avant tout les écrivains.
Reconnu comme seul véritable souverain pontife (1449), il stabilise ses rapports avec le royaume de Naples, et garde une position de neutralité en Italie, jusqu’à la paix de Lodi (1454). L'anti-pape Félix V publie une lettre : « …au nommé Thomas de Sarzana, qui a eu l'audace de monter sur le Saint-Siège apostolique et de prendre le nom de Nicolas V… », suivie d'une sommation de renoncer à cette prétention et de comparaître devant son tribunal (Mansi, t. XXXI, p. 189). Dans ses états, il accorde aux dirigeants municipaux un certain nombre de privilèges tout en gardant fermement le contrôle de la commune.
Voulant assurer la réussite de la réforme catholique, il envoie plusieurs légats, dont Nicolas de Cues, Jean de Capistran et Guillaume d'Estouteville, au nord et au sud de l'Allemagne, en Angleterre, et en France. Il donne des gages à ses puissants voisins : à la demande de Charles VII, Jeanne d'Arc est réhabilitée, et en 1448, il conclut le concordat de Vienne avec le roi Frédéric de Habsbourg.[réf. nécessaire]
La fin de son pontificat est cependant marquée par la tentative à plusieurs reprises de Stefano Porcari, homme politique cultivé et favori du défunt pape Martin V, d'instituer une république à Rome.
Malade, Nicolas V rassemble autour de lui les cardinaux et résume les labeurs qui avaient guidé sa vie et son pontificat, avant de mourir le 24 mars 1455 âgé de 57 ans.

## Le «pape humaniste»
Surnommé le « pape humaniste », il a connu à Florence, dans l'entourage de Cosme de Médicis, Leonardo Bruni, Niccolo Niccoli et Ambrogio Traversari. Parvenu au trône de saint Pierre, il réalise l'un de ses projets en fondant la Bibliothèque vaticane :
« Rome, centre de la religion, devait devenir aussi le centre des lettres et des arts. La ville qu'il avait trouvée en ruine devait se transformer en un vaste ensemble de monuments, renfermant dans son sein la plus belle bibliothèque du monde entier ; et la ville éternelle, résidence de la papauté, serait désormais pour elle un asile inviolable. »
À sa mort, la bibliothèque renferme plus de 16 000 volumes, soit plus que toutes les autres bibliothèques princières. Il accueille à sa cour Lorenzo Valla en tant que notaire apostolique. Les œuvres d'Hérodote, Thucydide, Polybe et Archimède sont réintroduites en Europe occidentale sous son patronage. L'un de ses protégés, Enoch d'Ascoli, découvre un manuscrit complet des Opera minora de Tacite dans un monastère d’Allemagne. Outre ces derniers, il appelle à sa cour Poggio Bracciolini, Gianozzo Manetti, Leon Battista Alberti, Giovanni Aurispa, Fortello, Pietro-Candido Decembrio et maints autres. Blessé par les dommages faits à la culture grecque, il tente sans succès de lancer une croisade en représailles de la prise de Byzance par les Ottomans. Pour cela, il met sur pied une armée et augmente les rentrées fiscales.

Il avait préparé avant de devenir pape un catalogue standard dédié à Côme de Médicis pour la bibliothèque du couvent San Marco de Florence, célèbre sous le nom d'Inventaire du pape Nicolas V, et qui servit de modèle à de nombreuses bibliothèques dont celle de Frédéric de Montefeltro. Il commence par la liste des ouvrages sacrés qui trouvent tout naturellement une place privilégiée dans la collection d'un prince chrétien: la Bible, les écrits des Pères de l'Eglise, ceux des théologiens, les philosophes avec Aristote, ses commentateurs et Platon. Viennent ensuite les auteurs latins profanes et quelques poètes classiques comme Virgile, Horace, Ovide, Stace et Lucain.